# Scha’ar-HaSchamajim-Synagoge

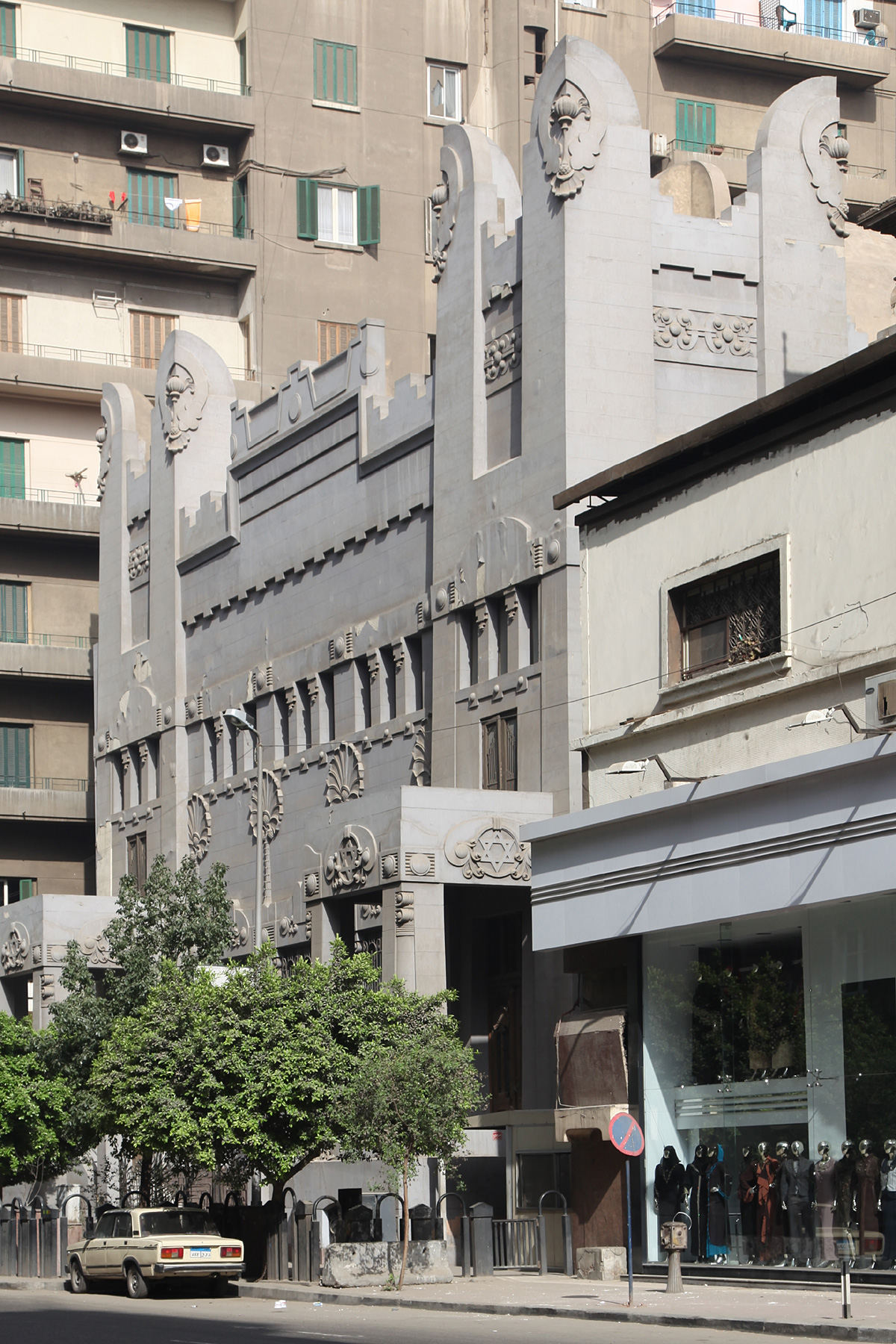
Die Scha’ar-HaSchamajim-Synagoge

Die Synagoge des Tores zum Himmel (hebräisch בית הכנסת שער השמים, arabisch كنيس عدلي ‚Adly-Synagoge‘), auch als Ismailia-Tempel bekannt, ist eine historische Synagoge an der Adly-Straße 17 in der ägyptischen Hauptstadt Kairo.
Die Architekten des 1899 eröffneten Gebäudes waren Maurice Youssef Cattaui und sein Partner, der österreichisch-ungarische Katholik Eduard Matasek. Die Synagoge wurde im Stile antiker ägyptischer Tempel errichtet und war damals das größte Gebäude des Boulevards. Obwohl es als sephardische Synagoge gezählt wird, trugen zahlreiche Aschkenasim zu dessen Errichtung und Erhalt bei und waren Mitglied der Gemeinde.
Der langjährige Chefrabbiner Chaim Nahum traf hier am 10. September 1953 den ägyptischen Putschistenführer Mohamed Naguib, der mit Gamal Abdel Nasser den Staatsstreich 1952 durchgeführt hatte. In den 1960er Jahren verschlechterte sich jedoch die Situation der Juden in Ägypten, und zahlreiche Gemeindemitglieder mussten das Land verlassen. In diesem Jahrzehnt war die Synagoge auch das letzte Mal mit Besuchern gefüllt.
Zu seinem 100-jährigen Bestehen als Gotteshaus wurde die Scha’ar-HaSchamajim-Synagoge 2007 renoviert und wiedergeweiht. Jedoch wurde 2010 ein Anschlag auf die Synagoge verübt, indem von einem gegenüberliegenden Hotel ein Brandsatz auf das Haus geworfen wurde. Der Anschlag schlug fehl, es kam zu keinem Schaden.